# Handball League

Logo bis Mitte Saison 2020/21

Logo bis zur Saison 2015/16

Logo bis zur Saison 2000/01

Logo bis zur Saison 1973/74

Die Quickline Handball League (QHL) ist die höchste Spielklasse im Schweizer Handball der Männer. Seit dem Februar 2021 trägt sie den Namen des Sponsors Quickline. Früher hiess sie Nationalliga A (NLA) mit Ausnahme der Saisons 2002/03 bis 2007/08, als sie Swiss Handball League hiess. Die heutige Swiss Handball League (SHL) umfasst die QHL und die  Nationalliga B (NLB).

## Modus

### 1950–1953
Der Schweizer Meister wurde im Turniermodus ermittelt. Dabei spielten die sechs Regionalmeister gegeneinander.

### 1954–1972
Die Liga wurde auf 8 Teams aufgestockt. Gespielt wurde eine Einfachrunde, bei der der Tabellenletzte am Ende der Saison in die Nationalliga B abstieg. Ab der Saison 1962/63 wurde die Doppelrunde eingeführt.

### 1972–1981
Die Liga wurde auf 10 Mannschaften aufgestockt. Es wurde weiterhin eine Doppelrunde gespielt. Der Sieger wurde Schweizer Meister, die Teams auf den Rängen 9 und 10 stiegen in die Nationalliga B ab.

### 1981–1990
Nach der Hauptrunde wurde eine Meister- und eine Abstiegsrunde eingeführt. Die besten 6 Teams spielten in einer Doppelrunde um den Meistertitel. Die 4 schlechtesten Teams ermittelten in der Abstiegsrunde die zwei Absteiger.

### 1985/86
Aufgrund der WM in der Schweiz wurde nur eine verkürzte Meisterschaft ausgetragen. Diese umfasste insgesamt nur 18 Runden.

### 1990–1994
Nach der Hauptrunde wurde weiterhin eine Meisterrunde gespielt. Die schlechtesten 4 Teams wurden aufgeteilt und spielten in 2 Auf-/Abstiegsgruppen um Verbleib/Abstieg NLA/NLB mit den besten 8 Vertretern der NLB. Gespielt wurde eine Doppelrunde zu je 10 Spielen.

### 1994–2000
Die Liga wurde auf 12 Teams vergrössert. Nach einer Qualifikationsrunde mit 14 Spielen spielten die Mannschaften auf den Rängen 1 bis 8 eine Finalrunde. Die Mannschaften auf den Rängen 1 bis 4 spielten die Playoffs (1. gegen 4., 2. gegen 3.). Der Sieger der Playoffs wurde Schweizer Meister.
In der Auf-/Abstiegsrunde spielten die Teams auf den Rängen 9.–12. mit den besten 4 Teams der NLB in einer Doppelrunde (je 14 Spiele) um den Auf-/Abstieg.

### 2001–2005
Die Liga wurde auf 8 Teams verkleinert. Die Finalrunde wurde abgeschafft, stattdessen spielten die Teams eine Vierfachrunde zu je 28 Spielen. Die Ränge 1–4 qualifizierten sich für die Playoffs. Die Teams auf den Rängen 7 und 8 spielten eine Auf-/Abstiegsrunde gegen die Ersten der NLB Ost und West.

### 2005–2007
Anstelle der Auf-/Abstiegsrunde wurde das Playout für die Ränge 5 bis 8 eingeführt. Die Verlierer der ersten Playoutrunde spielten danach in der Auf-/Abstiegsrunde mit dem 1. und 2. der NLB.

### 2007–2012
In der Saison 2006/07 gab es keinen Absteiger in die Nationalliga B. Dies entschied der Zentralvorstand, um die Liga ab der Saison 2007/08 auf zwölf Teams zu erweitern. Die vier bestplatzierten Teams aus der Nationalliga B stiegen auf.

#### Qualifikationsrunde
In der NLA spielten ab der Saison 2007/08 bis zur Saison 2011/12 zwölf Vereine um den Titel. Nach einer einfachen Hin- und Rückrunde (22 Runden) wurde die Liga geteilt.

#### Final- und Abstiegsrunde
Während die ersten sechs Teams um den Meistertitel kämpften, spielten die letzten sechs Vereine gegen den Abstieg, dies jeweils erneut in einer Hin- und Rückrunde (10 Runden).
Die vier Ersten der Abstiegsrunde verblieben in der NLA, während die beiden Letzten den Gang in die NLB antreten mussten.

### 2012–2017

#### Qualifikationsrunde
In der NLA spielten seit der Saison 2012/13 zehn Vereine um den Titel. Nach einer einfachen Hin- und Rückrunde (18 Runden) wurde die Liga geteilt.

#### Final- und Abstiegsrunde
Die Mannschaften auf den Rängen 1–6 nahmen alle Punkte und alle Tore aus der Hauptrunde mit in die Finalrunde. Die sechs Mannschaften spielten eine Doppelrunde. Anschliessend spielten alle Mannschaften im Playoff-Modus Best-of-5 gegeneinander. Es gab einen Viertel- und einen Halbfinal und einen Final.
Die Mannschaften auf den Rängen 7–10 nahmen alle Punkte und alle Tore aus der Hauptrunde mit in die Abstiegsrunde und spielten 10 Spiele. Der Erste und der Zweite der Abstiegsrunde nahmen am Playoff-Viertelfinal teil. Die zwei Letztplatzierten spielten einen Playout-Final Best-of-5. Der Verlierer stieg in die NLB ab.

### 2017–2019
Gespielt wurde von den 10 Teams eine Hauptrunde zu je 14 Spielen anhand der von der SHL bestimmten Zusammenstellung.
Danach wurde eine Finalrunde als Doppelrunde mit den besten 6 Mannschaften aus der Hauptrunde gespielt (je 10 Spiele).
Die Mannschaften auf den Rängen 7 bis 10 aus der Hauptrunde spielten eine Abstiegsrunde mit je 10 Spielen (im vom SHV bestimmten Modus). Anschliessend nahmen die Mannschaften auf den Rängen 7 und 8 am Playoff teil. Die Mannschaften auf den Rängen 9 und 10 ermittelten in einem Playout den direkten Absteiger.
Nach der Final- bzw. Abstiegsrunde fanden die Playoffs statt. Der Erste der Finalrunde spielte gegen den Zweiten der Abstiegsrunde, der Zweite der Finalrunde gegen den Ersten der Abstiegsrunde, der Dritte der Finalrunde gegen den Sechsten der Finalrunde und der Vierte gegen den Fünften der Finalrunde.

### Seit 2019
Die NLA-Teams wollten eine Vereinfachung des Modus. Ab der Saison 2019/20 wurden die Final- und die Abstiegsrunde abgeschafft. Stattdessen wird die Hauptrunde als Dreifachrunde (27 Spiele) ausgetragen. Weiterhin gibt es die Playoffs der 8 besten Teams und das Playout des 9.- und 10.-Klassierten.

## Namenssponsoring
Am 18. Februar 2021 wurde mit dem Telekommunikations-Unternehmen Quickline erstmals ein Namenssponsor für die Nationalliga A (NLA) verpflichtet. Ab Mitte der Saison 2020/21 hiess die NLA nun offiziell «Quickline Handball League». Der Vertrag gilt zunächst für drei Saisons.

## Meister
| Saison  | Meister                         | Vizemeister                     | Resultat                        | Playoffs                        | Playouts                        | Mannschaften |
| ------- | ------------------------------- | ------------------------------- | ------------------------------- | ------------------------------- | ------------------------------- | ------------ |
| 1949/50 | Grasshopper Club Zürich         | TV Länggasse Bern               | 6–3 P.                          |                                 |                                 | 5            |
| 1950/51 | Grasshopper Club Zürich         | STV Rorschach                   | 8–5 P.                          | 5                               |                                 |              |
| 1951/52 | Grasshopper Club Zürich         | TV Länggasse Bern               | 6–6 P. 1                        | 5                               |                                 |              |
| 1952/53 | STV Rorschach                   | TV Länggasse Bern               | 7–5 P.                          | 5                               |                                 |              |
| 1953/54 | Grasshopper Club Zürich         | TVK Basel                       | 10–8 P.                         | 6                               |                                 |              |
| 1954/55 | Grasshopper Club Zürich         | TV Unterstrass                  | 12–9 P.                         | 7                               |                                 |              |
| 1955/56 | Grasshopper Club Zürich         | LC Zürich                       | 14–8 P.                         | 8                               |                                 |              |
| 1956/57 | Grasshopper Club Zürich         | TSV St. Otmar St. Gallen        | 10–8 P.                         | 7                               |                                 |              |
| 1957/58 | BTV St. Gallen                  | TVK Basel                       | 11–10 P.                        | 8                               |                                 |              |
| 1958/59 | BTV St. Gallen                  | TVK Basel                       | 12–9 P.                         | 8                               |                                 |              |
| 1959/60 | RTV 1879 Basel                  | Grasshopper Club Zürich         | 12–12 P. 2                      | 8                               |                                 |              |
| 1960/61 | BSV Bern                        | TVK Basel                       | 12–10 P.                        | 8                               |                                 |              |
| 1961/62 | Grasshopper Club Zürich         | TSV St. Otmar St. Gallen        | 12–10 P.                        | 8                               |                                 |              |
| 1962/63 | Grasshopper Club Zürich         | TSV St. Otmar St. Gallen        | 21–21 P. 3                      | 8                               |                                 |              |
| 1963/64 | Grasshopper Club Zürich         | RTV 1879 Basel                  | 28–21 P.                        | 8                               |                                 |              |
| 1964/65 | Grasshopper Club Zürich         | BSV Bern                        | 27–19 P.                        | 8                               |                                 |              |
| 1965/66 | Grasshopper Club Zürich         | BSV Bern                        | 28–19 P.                        | 8                               |                                 |              |
| 1966/67 | ATV Basel-Stadt                 | Grasshopper Club Zürich         | 24–22 P.                        | 8                               |                                 |              |
| 1967/68 | Grasshopper Club Zürich         | RTV 1879 Basel                  | 25–18 P.                        | 8                               |                                 |              |
| 1968/69 | Grasshopper Club Zürich         | BSV Bern                        | 24–16 P.                        | 8                               |                                 |              |
| 1969/70 | Grasshopper Club Zürich         | BTV St. Gallen                  | 24–16 P.                        | 8                               |                                 |              |
| 1970/71 | TSV St. Otmar St. Gallen        | Grasshopper Club Zürich         | 23–20 P.                        | 8                               |                                 |              |
| 1971/72 | ATV Basel-Stadt                 | Pfadi Winterthur                | 18–18 P. 4                      | 8                               |                                 |              |
| 1972/73 | TSV St. Otmar St. Gallen        | BSV Bern                        | 26–22 P.                        | 10                              |                                 |              |
| 1973/74 | TSV St. Otmar St. Gallen        | ZMC Amicitia Zürich             | 30–26 P.                        | 10                              |                                 |              |
| 1974/75 | Grasshopper Club Zürich         | BSV Bern                        | 28–23 P.                        | 10                              |                                 |              |
| 1975/76 | Grasshopper Club Zürich         | TSV St. Otmar St. Gallen        | 30–26 P.                        | 10                              |                                 |              |
| 1976/77 | Grasshopper Club Zürich         | ZMC Amicitia Zürich             | 33–27 P.                        | 10                              |                                 |              |
| 1977/78 | TV Zofingen                     | Grasshopper Club Zürich         | 25–24 P.                        | 10                              |                                 |              |
| 1978/79 | Grasshopper Club Zürich         | BSV Bern                        | 29–27 P.                        | 10                              |                                 |              |
| 1979/80 | BSV Bern                        | Grasshopper Club Zürich         | 33–32 P.                        | 10                              |                                 |              |
| 1980/81 | TSV St. Otmar St. Gallen        | BSV Bern                        | 39–29 P.                        | 10                              |                                 |              |
| 1981/82 | TSV St. Otmar St. Gallen        | BSV Bern                        | 44–41 P.                        | 10                              |                                 |              |
| 1982/83 | TV Zofingen                     | Grasshopper Club Zürich         | 44–38 P.                        | 10                              |                                 |              |
| 1983/84 | RTV 1879 Basel                  | TSV St. Otmar St. Gallen        | 46–38 P.                        | 10                              |                                 |              |
| 1984/85 | BSV Bern                        | ZMC Amicitia Zürich             | 40–37 P.                        | 10                              |                                 |              |
| 1985/86 | TSV St. Otmar St. Gallen        | ZMC Amicitia Zürich             | 25 : 21 5                       | 10                              |                                 |              |
| 1986/87 | ZMC Amicitia Zürich             | BSV Bern                        | 53–43 P.                        | 10                              |                                 |              |
| 1987/88 | ZMC Amicitia Zürich             | Pfadi Winterthur                | 47–36 P.                        | 10                              |                                 |              |
| 1988/89 | ZMC Amicitia Zürich             | Grasshopper Club Zürich         | 45–40 P.                        | 10                              |                                 |              |
| 1989/90 | Grasshopper Club Zürich         | BSV Bern                        | 49 : 45 6                       | 10                              |                                 |              |
| 1990/91 | Grasshopper Club Zürich         | RTV 1879 Basel                  | 32–26 P.                        | 10                              |                                 |              |
| 1991/92 | Pfadi Winterthur                | Grasshopper Club Zürich         | 28–27 P.                        | 10                              |                                 |              |
| 1992/93 | BSV Borba Luzern                | Pfadi Winterthur                | 3–2 P.                          | 10                              |                                 |              |
| 1993/94 | Pfadi Winterthur                | BSV Borba Luzern                | 16–14 P.                        | 6                               |                                 |              |
| 1994/95 | Pfadi Winterthur                | BSV Borba Luzern                | 2–0 S.                          | 1995                            | 8                               |              |
| 1995/96 | Pfadi Winterthur                | ZMC Amicitia Zürich             | 2–0 S.                          | 1996                            | 8                               |              |
| 1996/97 | Pfadi Winterthur                | TSV St. Otmar St. Gallen        | 2–0 S.                          | 1997                            | 8                               |              |
| 1997/98 | Pfadi Winterthur                | TV Suhr                         | 2–0 S.                          | 1998                            | 8                               |              |
| 1998/99 | TV Suhr                         | TSV St. Otmar St. Gallen        | 2–1 S.                          | 1999                            | 8                               |              |
| 1999/00 | TV Suhr                         | Kadetten Schaffhausen           | 3–0 S.                          | 2000                            | 8                               |              |
| 2000/01 | TSV St. Otmar St. Gallen        | Pfadi Winterthur                | 2–1 S.                          | 2001                            | 8                               |              |
| 2001/02 | Pfadi Winterthur                | Grasshopper Club Zürich         | 3–1 S.                          | 2002                            | 8                               |              |
| 2002/03 | Pfadi Winterthur                | Wacker Thun                     | 2–1 S.                          | 2003                            | 8                               |              |
| 2003/04 | Pfadi Winterthur                | Grasshopper Club Zürich         | 2–0 S.                          | 2004                            | 8                               |              |
| 2004/05 | Kadetten Schaffhausen           | Grasshopper Club Zürich         | 3–1 S.                          | 2005                            | 2005                            | 8            |
| 2005/06 | Kadetten Schaffhausen           | Grasshopper Club Zürich         | 3–1 S.                          | 2006                            | 2006                            | 8/9 7        |
| 2006/07 | Kadetten Schaffhausen           | Grasshopper Club Zürich         | 3–1 S.                          | 2007                            | 2007                            | 8            |
| 2007/08 | ZMC Amicitia Zürich             | Kadetten SH GCZ                 | 29–29 P. 8                      |                                 |                                 | 12           |
| 2008/09 | ZMC Amicitia Zürich             | Kadetten Schaffhausen           | 61–52 P.                        | 12                              |                                 |              |
| 2009/10 | Kadetten Schaffhausen           | SG GC Amicitia Zürich           | 58–44 P.                        | 12                              |                                 |              |
| 2010/11 | Kadetten Schaffhausen           | Pfadi Winterthur                | 3–0 S.                          | 2011                            | 12                              |              |
| 2011/12 | Kadetten Schaffhausen           | Wacker Thun                     | 3–1 S.                          | 2012                            | 12                              |              |
| 2012/13 | Wacker Thun                     | Kadetten Schaffhausen           | 3–2 S.                          | 2013                            | 10                              |              |
| 2013/14 | Kadetten Schaffhausen           | Pfadi Winterthur                | 3–0 S.                          | 2014                            | 10                              |              |
| 2014/15 | Kadetten Schaffhausen           | TSV St. Otmar St. Gallen        | 3–0 S.                          | 2015                            | 10                              |              |
| 2015/16 | Kadetten Schaffhausen           | Wacker Thun                     | 3–2 S.                          | 2016                            | 10                              |              |
| 2016/17 | Kadetten Schaffhausen           | Pfadi Winterthur                | 3–0 S.                          | 2017                            | 10                              |              |
| 2017/18 | Wacker Thun                     | Pfadi Winterthur                | 3–1 S.                          | 2018                            | 2018                            | 10           |
| 2018/19 | Kadetten Schaffhausen           | Pfadi Winterthur                | 3–0 S.                          | 2019                            | 2019                            | 10           |
| 2019/20 | Abbruch infolge des Coronavirus | Abbruch infolge des Coronavirus | Abbruch infolge des Coronavirus | Abbruch infolge des Coronavirus | Abbruch infolge des Coronavirus | 10           |
| 2020/21 | Pfadi Winterthur                | Kadetten Schaffhausen           | 3–0 S.                          | 2021                            | 2021                            | 10           |
| 2021/22 | Kadetten Schaffhausen           | Pfadi Winterthur                | 3–0 S.                          | 2022                            | 2022                            | 10           |
| 2022/23 | Kadetten Schaffhausen           | HC Kriens-Luzern                | 3–1 S.                          | 2023                            | 2023                            | 10           |
| 2023/24 | Kadetten Schaffhausen           | HC Kriens-Luzern                | 3–2 S.                          | 2024                            | 2024                            | 10           |
| 2024/25 | Kadetten Schaffhausen           | BSV Bern                        | 3–0 S.                          | 2025                            | 2025                            | 10           |

## Erfolgreichste Vereine
| Rang | Verein                   | Meister | Zweiter | Titeljahre |
| ---- | ------------------------ | ------- | ------- | --- |
| 1.   | Grasshopper Club Zürich  | 21      | 13      | 1949/50, 1950/51, 1951/52, 1953/54, 1954/55, 1955/56, 1956/57, 1961/62, 1962/63, 1963/64, 1964/65, 1965/66, 1967/68, 1968/69, 1969/70, 1974/75, 1975/76, 1976/77, 1978/79, 1989/90, 1990/91 |
| 2.   | Kadetten Schaffhausen    | 15      | 5       | 2004/05, 2005/06, 2006/07, 2009/10, 2010/11, 2011/12, 2013/14, 2014/15, 2015/16, 2016/17, 2018/19, 2021/22, 2022/23, 2023/24, 2024/25                                                       |
| 3.   | Pfadi Winterthur         | 10      | 9       | 1991/92, 1993/94, 1994/95, 1995/96, 1996/97, 1997/98, 2001/02, 2002/03, 2003/04, 2020/21 |
| 4.   | TSV St. Otmar St. Gallen | 7       | 8       | 1970/71, 1972/73, 1973/74, 1980/81, 1981/82, 1985/86, 2000/01 |
| 5.   | ZMC Amicitia Zürich      | 5       | 5       | 1986/87, 1987/88, 1988/89, 2007/08, 2008/09 |
| 6.   | BSV Bern                 | 3       | 11      | 1960/61, 1979/80, 1984/85 |
| 7.   | RTV 1879 Basel           | 2       | 3       | 1959/60, 1983/84 |
|      | Wacker Thun              | 2       | 3       | 2012/13, 2017/18 |
| 9.   | BTV St. Gallen           | 2       | 1       | 1957/58, 1958/59 |
|      | TV Suhr                  | 2       | 1       | 1998/99, 1999/00 |
| 11.  | TV Zofingen              | 2       | 0       | 1977/78, 1982/83 |
|      | ATV Basel-Stadt          | 2       | 0       | 1966/67, 1971/72 |
| 13.  | BSV Borba Luzern         | 1       | 2       | 1992/93 |
| 14.  | STV Rorschach            | 1       | 1       | 1952/53 |
| 15.  | TVK Basel                | 0       | 4       | |
| 16.  | TV Länggasse Bern        | 0       | 3       | |
| 17.  | HC Kriens-Luzern         | 0       | 2       | |
| 18.  | GC Amicitia Zürich       | 0       | 1       | |
|      | LC Zürich                | 0       | 1       | |
|      | TV Unterstrass           | 0       | 1       | |

## Ewige Torschützenliste
| Rang | Name                      | Tore | Spiele | Schnitt |
| ---- | ------------------------- | ---- | ------ | ------- |
| 1    | Perkovac Goran            | 2637 | 359    | 7.3     |
| 2    | Kang Jae-Won              | 2269 | 345    | 6.6     |
| 3    | Friedli Martin            | 2242 | 375    | 6       |
| 4    | Rubin Martin              | 2178 | 459    | 4.7     |
| 5    | Jud Kevin                 | 2052 | 463    | 4.4     |
| 6    | Liniger Manuel            | 1912 | 369    | 5.2     |
| 7    | von Deschwanden Lukas     | 1892 | 380    | 5       |
| 8    | Kurth Marco               | 1885 | 397    | 4.7     |
| 9    | Kostadinovic-Leach Robert | 1866 | 344    | 5.4     |
| 10   | Pendic Andrija            | 1864 | 472    | 3.9     |